# Shon Faye

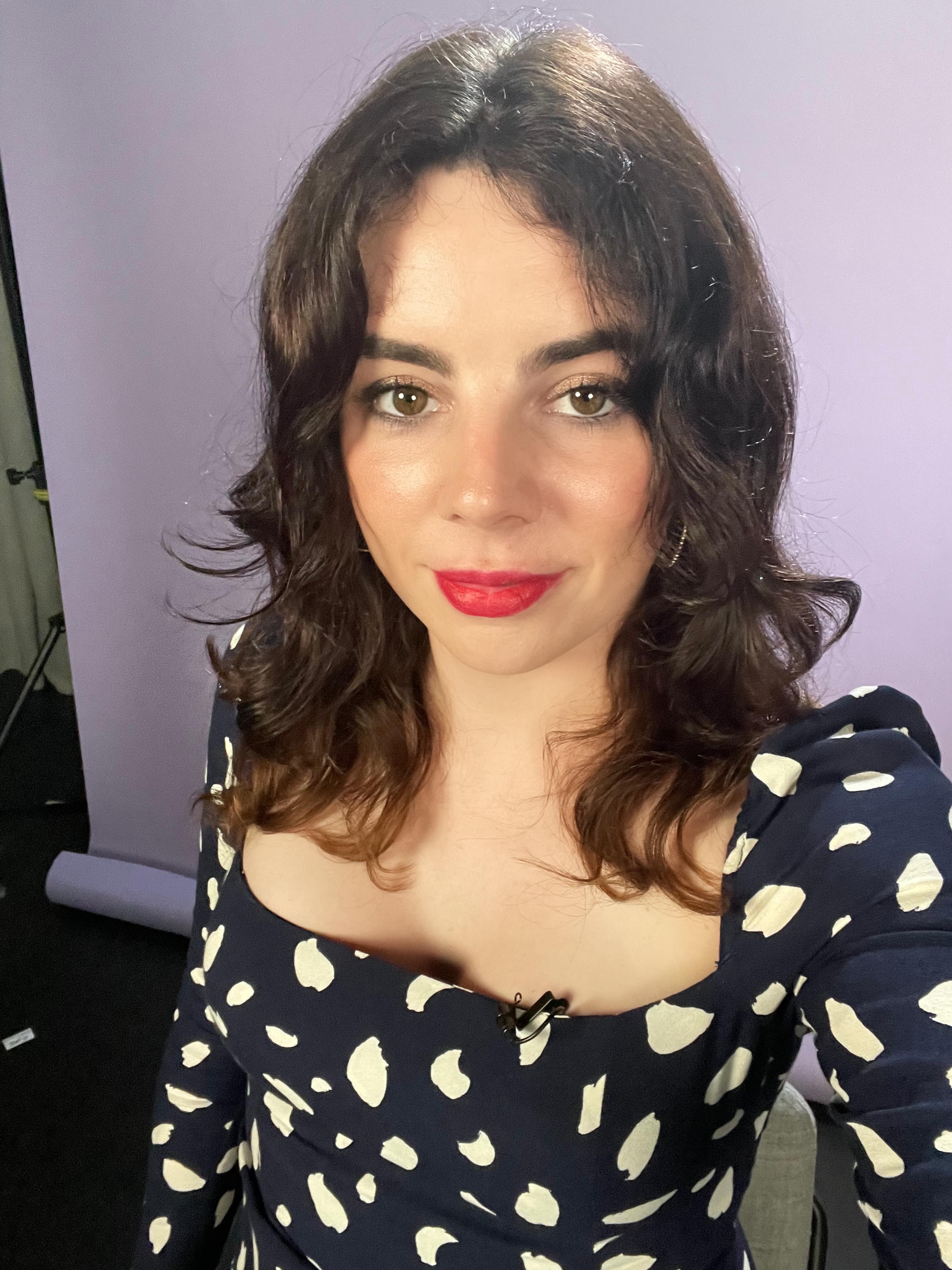
Shon Faye (2021)

Shon Faye (* 1988 in Bristol, England) ist eine englische Autorin und Journalistin.

## Leben
Shon Faye ist irischer Herkunft und studierte Englische Literatur und Rechtswissenschaften an der Universität von Oxford.
Faye schrieb bereits für unter anderen für The Guardian, The Independent and Vice und ist Autorin des 2021 erschienen, preisgekrönten internationalen Bestsellers The Transgender Issue (deutschsprachige Übersetzung: Die Transgender-Frage), auf den 2025 Love in Exile folgte. Sie schreibt die Ratgeber-Kolumne Dear Shon für die Zeitschrift Vogue und ist Host des Podcasts Call Me Mother.
Faye lebt in London.

## Buchveröffentlichungen
- The Transgender Issue: An Argument for Justice. Penguin Books Ltd., 2021, ISBN 978-0-241-42314-1.[6] Deutschsprachige Übersetzung von Jayrôme C. Robinet und Claudia Voit als Die Transgender-Frage. Carl Hanser Verlag, 2022, ISBN 978-3-446-27394-8.[7]
- Love in Exile. Penguin Books Ltd., 2025, ISBN 978-0-241-60598-1. Deutschsprachige Übersetzung von Desz Debreceni und Anne-Sophie Ritscher als Love in Exile. Queerness, Sehnsucht und warum Dating harte Arbeit ist. Carl Hanser Verlag, 2025, ISBN 978-3-446-28429-6[8]